# Гора Палласа
Гора Палла́са (памятник природы Водораздельная гора на Яблоновом хребте, неофициально — «Великий исток») — на западе Забайкальского края абсолютной высотой 1236 м; тройной водораздел, расположенный на Яблоновом хребте в месте сочленения бассейнов рек Амура, Лены и Енисея. В мире больше нет точек, в которых сходились бы бассейны сразу трёх столь великих рек.

## Современное название
Названа в память о естествоиспытателе и географе, внёсшем значительный вклад в изучении России, академике Петере Симоне Палласе (постановление Правительства РФ № 903 от 10 сентября 2012 года). В 1772 году он побывал и в Забайкалье, где его маршрут пролегал через Яблоновый хребет.

## Точка Великого водораздела
В 1982 году Забайкальским филиалом Русского географического общества была организована экспедиция на Яблоновой хребет, в результате которой была определена точка Великого водораздела на местности, а вершина получила статус государственного памятника природы «Водораздельная гора на Яблоновом хребте» (решение Читинского облисполкома № 353 от 14.08.1983 г.).
Границы памятника проходят по подошве горы, обрамляемой долинами рек Кадала (впадает в озеро Кенон), Грязнуха (впадает в озеро Арахлей) и Хара-Кадала (впадает в озеро Иван).
Гору Палласа также называют «Горой пяти морей», так как воды Енисея попадают в Карское море, Лена впадает в море Лаптевых, а устье Амура находится на границе сразу двух морей — Охотского и Японского. Пятым в этом списке с полным правом может быть назван Байкал, который хотя и является озером, издавна получил титул «Славное море».
По высоте над уровнем моря (1236 м) гора Палласа не более чем на 600 метров возвышается над расположенным неподалёку краевым центром — городом Чита. При этом она уступает другим вершинам Яблонового хребта, таким, например, как гольцы Саранакан (1579 м) и Чингикан (1644 м). Даже в непосредственной близости от Водораздельной горы находятся более высокие сопки, достигающие 1279 и 1243 м.

## Туристический маршрут
Гора расположена в 35 км на северо-запад от города Читы на территории Ивано-Арахлейского природного парка (центром является система Ивано-Арахлейских озёр. Самый удобный маршрут к памятнику природы идёт через кадалинские скалы «Дворцы». Отсюда вверх по реке Кадалинке и её правому истоку ведёт наиболее живописная часть маршрута. Общая протяжённость пути к вершине составляет 15—20 километров.